# 阿扎尔最高委员会
阿扎尔自治共和国最高委员会是格鲁吉亚阿扎尔自治共和国的立法机关，成立于1991年，设于巴统。委员会实行一院制。有21名议员，由直接选举产生。每届委员会任期4年。现任主席是Davit Gabaidze
。